# ジュディ・レイエス
ジュディ・レイエス（Judy Reyes、1967年11月5日 - ）は、アメリカ合衆国の女優。

## 出演作品
- LAW & ORDER:性犯罪特捜班 シーズン13
- OFF THE MAP 〜オフ・ザ・マップ
- ミディアム7 最終章
- キャッスル 〜ミステリー作家は事件がお好き シーズン1
- Scrubs〜恋のお騒がせ病棟 シーズン1-3（カーラ・エスピノーザ）
- マペットのメリー・クリスマス（カーラ・エスピノーザ）
- OZ/オズ シーズン3, シーズン5
- WW3/ワールド・ウォー 3
- NYPD BLUE 〜ニューヨーク市警15分署 シーズン4
- 女検事
- LAW & ORDER ロー＆オーダー シーズン2
- デビアスなメイドたち（ゾイラ・ディアス）
- サクセッション Succession (エヴァ)
- 希望のカタマリ All Together Now (2020) - ドナ役
- Smile スマイル